# AGCO
AGCO Corporation je ameriška korporacija, ki proizvaja kmetijske stroje, kot so traktorji, kombajni, razprševalci gnojil in pesticidov, stroji za silažo in seno, ter drugi stroji. Sedež podjetja je kraju Duluth, Georgia in je prisotno v več kot 140 državah po svetu.

## Glavne blagovne znamke
- Challenger, traktorji, kombajni, stroji za seno
- Fendt, traktorji, kombajni
- GSI, sistemi za rokovanje z žiti
- Massey Ferguson, traktorji, kobajni, stroji za seno
- Valtra, traktorji in kombajni

## Druge znamke
- AGCO Allis Arhivirano 2007-07-04 na Wayback Machine., traktorji v Južni AMeriki
- AGCO Parts, nadomestni deli
- AGCO Advanced Technology Solutions Arhivirano 2011-10-20 na Wayback Machine.
- AGCO POWER Engines, 59 - 492 KM dizelski motorji
- AGCO SCR e3 Technology
- Fella-Werke, stroji za rokovanje s krmo
- Gleaner, kombajni
- Laverda, kombajni
- RoGator
- SpraCoupe, razpršilniki
- Sunflower, sejalniki
- TerraGator
- White Planters
- Willmar,